# Gilbert Talbot, 1. Baron Talbot

Wappen der Familie Talbot

Gilbert Talbot, 1. Baron Talbot (* 18. Oktober 1276; † 20. Februar 1346 in Eccleswall) war ein englischer Adliger. Als Ratgeber und Höfling stand er von 1325 bis zu seinem Tod hoch in der Gunst von Eduard III.

## Herkunft
Gilbert Talbot war der älteste Sohn von Richard Talbot und von dessen Frau Sarah de Beauchamp. Sein Vater war ein Ritter mit Landbesitz in Herefordshire und Gloucestershire, seine Mutter war eine Tochter von William de Beauchamp aus Elmley in Worcestershire, damit war sie eine Schwester von William de Beauchamp, 9. Earl of Warwick. Zu Gilberts Geschwistern gehörten Richard Talbot, der Lord von Richard’s Castle wurde, und Thomas, der Priester wurde.

## Beteiligung am Tod von Piers Gaveston
1293 gehörte Talbot zum Gefolge von König Eduard I. in Schottland. Nach dem Tod seines Vaters 1306 erbte Talbot dessen Besitzungen. Dabei war er durch das Gut von Lydney in Gloucestershire Vasall seines Cousins Guy de Beauchamp, 10. Earl of Warwick und durch das Gut von Longhope in Gloucestershire Vasall von Earl Thomas of Lancaster. Als Vasall Lancasters erhielt Talbot von diesem jährlich eine Pension von £ 40. Vor 1312 übernahm Talbot auch lokale Ämter in Gloucestershire. Entweder durch seinen Cousin Warwick oder als Vasall Lancasters wurde Talbot 1312 in die Krise um Piers Gaveston, den Günstling von König Eduard II. verwickelt. Eine Adelsopposition hatte den König zur Verbannung von Gaveston gezwungen, und nach Gavestons unerlaubter Rückkehr war Talbot zusammen mit Lancaster und Warwick an der willkürlichen Hinrichtung Gavestons beteiligt. Letztlich musste der König alle am Tod Gavestons Beteiligte begnadigen. 

## Beteiligung an der Rebellion des Earl of Lancaster
1321 beteiligte sich Talbot zusammen mit seinem Sohn Richard an der Rebellion von Lancaster gegen den König, möglicherweise auch wegen seiner Kontakte zu Roger Mortimer of Wigmore. Nachdem der König ab Herbst 1321 militärisch gegen die Rebellen vorging, wurden Talbots Güter geplündert, dabei sollen allein auf dem Gut von Credenhill Schäden in Höhe von mehr als £ 60 entstanden sein. Um das Vordringen des Königs über den Severn in die Welsh Marches zu verhindern, brannten die Rebellen, darunter die beiden Talbots, im Januar 1322 Bridgnorth nieder. Nachdem Mortimer sich jedoch dem König ergeben hatte, schlossen sich die Talbots Lancaster an. Dessen Truppen wurden am 16. März 1322 in der Schlacht bei Boroughbridge entscheidend geschlagen. Sowohl Gilbert wie auch sein Sohn Richard gerieten in die Gefangenschaft des Königs. 

## Beteiligung am Sturz von Eduard II.
Während jedoch der ebenfalls in Gefangenschaft geratene Lancaster hingerichtet wurde, erhielt Talbot seine Besitzungen zurück und wurde im Juli 1322 freigelassen. Dafür musste er einmalig eine Strafe von £ 2000 zahlen und dazu dem König jährlich ein Fass Wein im Wert von 40 Schilling übergeben. Im Oktober 1322 beauftragte ihn der König, Verbrecher in Gloucestershire zu verfolgen, und am 1. November übergab er ihm die Aufsicht über die Stadt Gloucester und über Gloucester Castle. 1324 nahm Talbot als Vertreter von Gloucestershire an einer großen Ratsversammlung teil. Während des Kriegs von Saint-Sardos kämpfte er von 1324 bis 1325 in Südwestfrankreich. Anschließend gehörte er zu den Ratgebern des Thronfolgers Eduard, der als Vertreter seines Vaters am 24. September 1325 dem französischen König Karl IV. für die südwestfranzösischen Besitzungen huldigte. Aus Opposition zu dem beherrschenden Einfluss der königlichen Günstlinge auf Eduard II. kehrte jedoch der Thronfolger wie bereits zuvor seine Mutter Königin Isabelle nicht nach England zurück. Auch Talbot blieb in Frankreich und verbündete sich mit Isabelle und dem ebenfalls geflüchteten Roger Mortimer, um die Herrschaft von Eduard II. zu stürzen. Er gehörte dem Heer an, mit dem Mortimer und Isabelle im September 1326 in England landeten. Die Herrschaft von Eduard II. brach rasch zusammen, und nachdem der König in Gefangenschaft geraten war, wurde er Anfang 1327 zur Abdankung gezwungen.

## Aufstieg unter Eduard III.
Der minderjährige Thronfolger wurde als Eduard III. neuer König und im August 1327 wurde Talbot zum Chamberlain of the Household des Königs ernannt. 1329 begleitete Talbot den König, als dieser dem neuen französischen König Philipp VI. für seine südwestfranzösischen Besitzungen huldigen musste. Die eigentliche Macht lag zu der Zeit jedoch bei Königin Isabelle und ihrem Liebhaber Mortimer. Kurz nachdem der junge Eduard III. im Oktober 1330 Mortimer in einem Staatsstreich gestürzt hatte, ernannte er am 19. Oktober Talbot zum Justiciar für Südwales. Als weitere Zeichen seiner Gunst ernannte der König ihn 1330 zum Verwalter von Builth Castle, 1333 zum lebenslangen Verwalter von Blaenllyfni und Bwlchydinas Castle und 1340 zum Verwalter von Carmarthen Castle. 1339 wurde Talbot das Amt des Justiciars von Südwales lebenslang verliehen, dazu war er bereits im Oktober 1332 Justiciar der walisischen Diözese St Davids geworden. Zwar war er 1334 als Chamberlain of the Household abgelöst worden, doch er genoss weiterhin die Gunst des Königs. Er bezeugte zahlreiche königliche Urkunden, erhielt als Ritter des königlichen Haushalts Gewänder und durfte einträgliche Vormundschaftsverwaltungen übernehmen. Von 1333 bis 1335 nahm er an den Feldzügen im Krieg gegen Schottland teil, anschließend stellte er von 1335 bis 1337 in Wales Truppen für den Krieg auf. Angesichts des erneuten Kriegs mit Frankreich stellte er 1339 Truppen in Herefordshire auf und sollte 1337 und 1345 Maßnahmen zur Abwehr von französischen Angriffen auf die englischen Küsten treffen. Bereits 1330 war zu zwei großen Ratsversammlungen geladen worden, und 1332 wurde er erstmals durch writ of Summons zum Parlament geladen, womit er als Baron Talbot gilt. Noch bis zu seinem Tod diente er als Richter und als Mitglied verschiedener Ausschüsse.

## Nachkommen und Erbe
Talbot machte Schenkungen zugunsten der von seiner Familie gegründete Wormley Priory in Herefordshire. Er war verheiratet, doch der Name seiner Frau ist unbekannt. Er hatte mindestens zwei Söhne und eine Tochter:
- Richard Talbot (um 1306–1356)
- Gilbert Talbot
- Joan Talbot ⚭ John Carew

Sein Erbe wurde sein Sohn Richard.